# The Search (2014)
The Search is een Franse dramafilm uit 2014 onder regie van Michel Hazanavicius en is een remake van de gelijknamige film uit 1948 van regisseur Fred Zinnemann. De setting van de film werd aangepast naar de Tweede Tsjetsjeense Oorlog in 1999.

## Verhaal
Een Franse vrouw die werkt voor een hulpverleningsorganisatie vormt een speciale band met een verdwaalde jongen in het door oorlog verscheurde Tsjetsjenië in 1999.

## Rolverdeling
| Acteur                 | Personage                    |
| ---------------------- | ---------------------------- |
| Bérénice Bejo          | Carole                       |
| Abdul Khalim Mamutsiev | Hadji, 9 jaar oud            |
| Maksim Emelyanov       | Kolia                        |
| Annette Bening         | Helen                        |
| Zukhra Duishvili       | Raïssa, oudere zus van Hadji |
| Anton Dolgov           | soldaat "poches"             |
| Lela Bagakashvili      | Elina                        |
| Youri Tsourilo         | de kolonel                   |
| Mamuka Matchitidze     | de vader                     |
| Rusudan Pareulidze     | de moeder                    |

## Release en ontvangst
The Search ging op 21 mei 2014 in première in de competitie van het Filmfestival van Cannes. De film kreeg overwegend negatieve kritieken van de filmcritici, met een score van 20% op Rotten Tomatoes, gebaseerd op 20 beoordelingen.